# Джучиды
Джучиды — ветвь династии Чингизидов — потомков сына Чингисхана Джучи, представители которой правили в XIII—XVIII веках в различных государствах и политических образованиях Восточной Европы, Западной Сибири и Центральной Азии.

## История

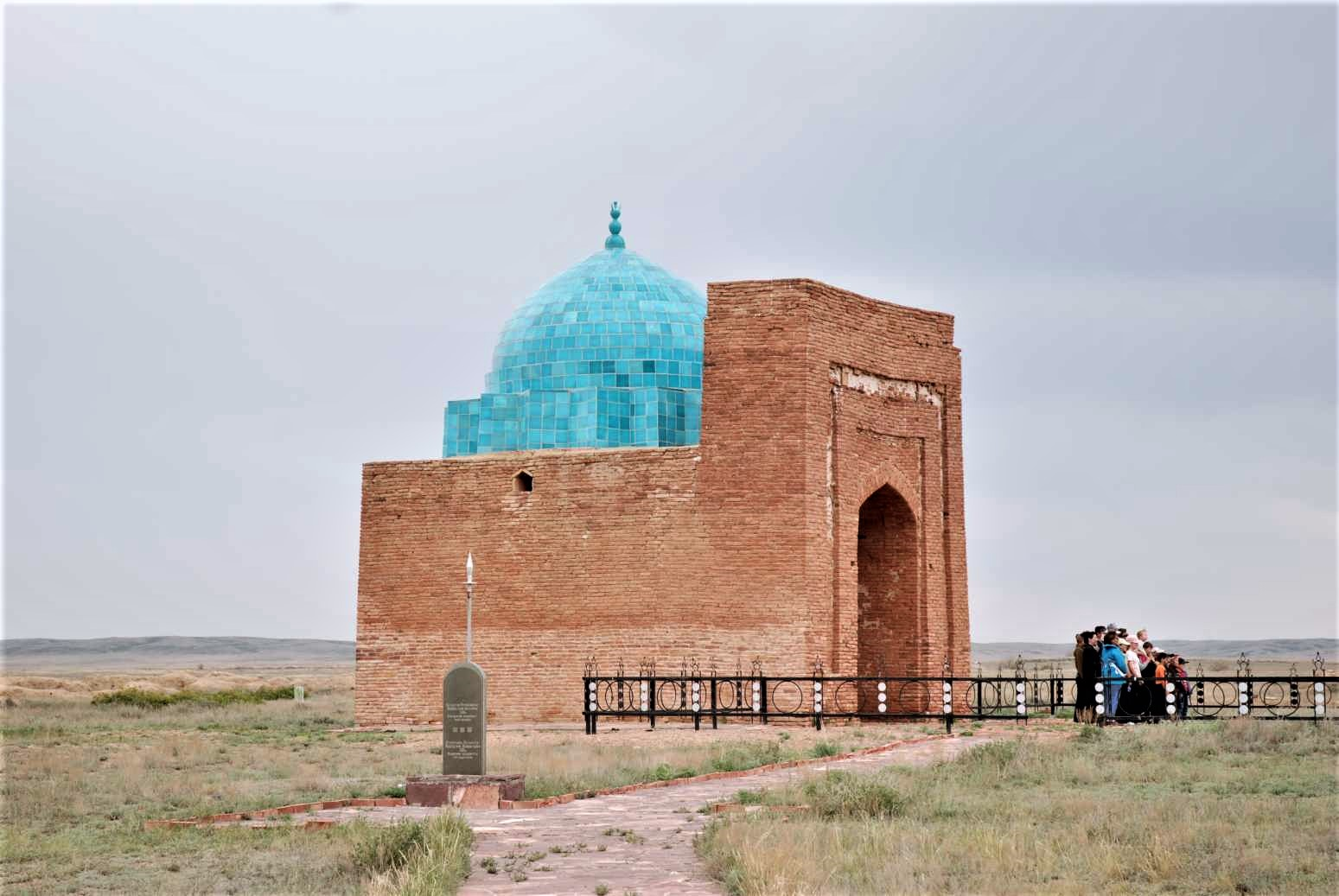
Мавзолей Джучи-хана

Родоначальником династии был Джучи (1182 или 1184 — ок. 1225 или 1227) — старший сын Чингисхана, активно участвовавший в отцовских завоеваниях. Силами Джучи к Монгольской империи были присоединены Тува, Хакасия, Алтай, восточный Дешт-и-Кипчак. В 1224 году Джучи был назначен отцом правителем Хорезма, а впоследствии, при дележе завоёванных земель, получил в удел западную часть Монгольской империи (земли к западу от реки Иртыш). Джучи умер при неясных обстоятельствах около 1227 года — возможно, был убит с санкции отца, отношения с которым у него незадолго до этого сильно испортились.
После кончины Чингисхана в том же 1227 году сыновья Джучи получили в наследство отцовское держание. За их землями закрепилось часто встречающееся в историографии название «Улус Джучи». Значительная часть владений Джучи была завоёвана ими в ходе западного похода середины XIII века. Джучиды контролировали Западную Сибирь, Хорезм, Дешт-и-Кипчак, Среднее Поволжье. Правители многих русских княжеств оказались в вассальной зависимости от джучидов — ханов Золотой Орды. Вся территория Улуса Джучи стала совместным держанием (позднее владением) многочисленных сыновей Джучи и их потомков.
Представители Джучидов, выехавшие на русскую службу, влились в состав российской знати, в среде которой высоко ценилось происхождение от Чингисхана.
Существует мнение, что Джучи на самом деле не был сыном Чингисхана: его отцом мог являться меркит Чильгер, в течение некоторого времени державший в плену мать Джучи Бортэ. Однако несмотря на сомнения, которые выражали другие сыновья Чингисхана относительно их родства с Джучи, известно, что Чингис признавал последнего своим сыном.

## Сыновья Джучи и их потомки

### Сын Джучи Орда-Эджен и его потомки
- - 2. Орда-Эджен — сын Джучи и Саркаду-хатун из рода унгират, правитель левого крыла улуса Джучи[1]
    - 3. Сартактай
      - 4. Коничи (Куинджи) — хан Белой Орды
        - 5. Баян — хан Белой Орды
          - 6. Шади
          - 6. Сасы-Бука — хан Белой Орды
          - 6. Текнэ (Текны)
          - 6. Салджи-кутай[1][2]

        - 5. Баджиртай (Бачкиртай)
          - 6. Биртай[1][2]

        - 5. Чаган-Бука
          - 6. Теке[1][2]

        - 5. Такудай[1][2]

    - 3. Кули
      - 4. Тумакан
        - 5. Джарук
          - 6. Нокай
          - 6. Саталмыш[1][2]

        - 5. Мубарек
          - 6. Иль-Бука
          - 6. Тура-Тимур[1][2]

        - 5. Кучук[1][2]

      - 4. Туман
        - 5. Ак-Куюк
        - 5. Данишмед
        - 5. Куртагачи
        - 5. Кутлуг-Бука
        - 5. Кутлуг-Тимур
        - 5. Иль-Тимур
        - 5. Яйлак[1][2]

      - 4. Мингкан
        - 5. Халил
        - 5. Башмак
          - 6. Хасан[1][2]

        - 5. Хулкуту[1][2]

      - 4. Аячи
        - 5. Газан[1][2]

    - 3. Курумиши
    - 3. Кунг-Киран — хан Белой орды (1251—1280)
    - 3. Джурмакай (Чурмакай)
    - 3. Кутукуй

- -     - 3. Хулагу

### Сын Джучи Бату и его потомки
- - 2. Бату (Батый; 1208—1255/1256) — сын Джучи и Уки-хатун из рода унгират, правитель улуса Джучи (1227—1255/1256)
    - 3. Сартак — правитель улуса Джучи (1256)
      - 4. Улагчи — правитель улуса Джучи (1256—1257). По другим данным был сыном Бату.

    - 3. Тукан
      - 4. Тарту
        - 5. Тула-Буга — хан Золотой Орды (1287—1291)

      - 4. Менгу-Тимур — хан Золотой Орды (1266—1282)
        - 5. Алгуй
        - 5. Абачи
        - 5. Тудан
          - 6. Чолхан (Щелкан)[2]

        - 5. Буркук
        - 5. Тохта — хан Золотой Орды (1291—1313)
        - 5. Сарай-бука
        - 5. Мулакай
        - 5. Кадан
        - 5. Кудукан
        - 5. Тогрул
          - 6. Узбек — хан Золотой Орды (1313—1341)
            - 7. Тинибек — хан Золотой Орды (1341—1342)
            - 7. Джанибек — хан Золотой Орды (1342—1357)
              - 8. Бердибек — хан Золотой Орды (1357—1359)

      - 4. Туда-Менгу — хан Золотой Орды (1282—1287)
      - 4. Туктунука (Тук-Тунук)
      - 4. Угэчи (Угачи)[1][2]

    - 3. Абукан
      - 4. Борак
      - 4. Булар
      - 4. Тутудж
      - 4. Дакдака
      - 4. Ахмед
      - 4. Сабир
      - 4. Дунгур[1][2]

### Сын Джучи Берке и его потомки
- - 2. Берке — сын Джучи и Султан-хатун, правитель улуса Джучи (1257—1266)
    - 3. Урбай-хатун — супруга конийского султана Кей-Кавуса II[3]

### Сын Джучи Шибан и его потомки
- - 2. Шибан — сын Джучи и Несер-хатун[2]
  - См. также: Шибаниды
    - 3. Байнал
      - 4. Илак-Тимур
      - 4. Бек-Тимур
      - 4. Биш-Бука (Йису-Бука)[1][2]

- -     - 3. Бахадур
      - 4. Кутлуг-Бука
      - 4. Джучи-Бука
        - 5. Бадакул
          - 6. Минг-Тимур
            - 7. Бек-Кунды
              - 8. Али-оглан
                - 9. Ахмед-оглан
                - 9. Баба-оглан
                - 9. Абук-оглан
                - 9. Хаджи-Мухаммед-оглан[2]
                  - 10. Махмудек-хан
                    - 11. Муртаза-хан
                      - 12. Кучум — Сибирский хан (1563—1598)
                        - 13. Али — Сибирский хан (1598—1608)
                          - 14. Арслан хан — касимовский правитель (август 1614 — апрель 1626)
                            - 15. Сеид-Бурхан
                              - 16. Иван
                                - 17. Касимовский Василий Иванович

                              - 16. Василий
                              - 16. Федор
                              - 16. Михаил
                              - 16. Яков
                              - 16. Никифор
                              - 16. Семен

                          - 14. Хансюер

                        - 13. Канай
                        - 13. Чувек
                          - 14. Девлет-Гирей — Сибирский хан (1662—1665)
                            - 15. Ишим шуак — хан Каракалпаков
                              - 16. Хасан
                                - 17. Байболат Хасанов — полулегендарная историческая личность, предводитель Башкирских восстаний 1735—1740 годов, в 1739 году принял титул Башкирского хана
                                - 17. Есим Хасанов
                                  - 18. Быбыт султан
                                  - 18. Убетолла
                                  - 18. Шайбак — хан Каракалпаков
                                  - 18. Кайып султан — хан Каракалпаков

                            - 15. Ибак шуак
                              - 16. Сучелей султан
                              - 16. Кансуйер султан
                              - 16. Кушик султан

                            - 15. Асан

                        - 13. Алтанай
                          - 14. Дост-Салтан (по крещении Пётр)
                          - 14. Иш-Салтан (по крещении Алексей)
                            - 15. Григорий Алексеевич Сибирский
                            - 15. Дмитрий Алексеевич Сибирский
                            - 15. Василий Алексеевич Сибирский
                              - 16. Яков Васильевич Сибирский — был женат на Анне Степановне, дочери Степана Глебова
                              - 16. Сергей Васильевич Сибирский
                              - 16. Фёдор Васильевич Сибирский
                                - 17. князь Василий Федорович Сибирский (1745—1816) — достиг звания генерала пехоты на службе у Екатерины Великой, но был отправлен в Сибирь её сыном Павлом I. При Александре I он вернулся в Санкт-Петербург в качестве сенатора. Жена — Варвара Александровна Собакина (Сибирская)
                                  - 18. князь Сибирский, Александр Васильевич (1779—1836) — российский командир эпохи наполеоновских войн, генерал-лейтенант Русской императорской армии
                                    - 19. князь Сибирский, Александр Александрович (1824—1879) — археолог

                        - 13. Абдул-Хаир
                          - 14. Василий Абулгарович
                            - 15. Роман Васильевич Кучумов

                        - 13. Азим
                        - 13. Ишим — Сибирский хан (1616—1624)
                          - 14. Аблай-Гирей — Сибирский хан (1628—1631)
                            - 15. Кучук хан — правитель Каракалпаков (1667—1679)
                              - 16. Мурат Султан — один из предводителей Башкирского восстания в 1704—1711 гг.
                              - 16. Чарлак-бей
                              - 16. Талымхан
                              - 16. Бушай султан — правитель Каракалпаков

                            - 15. Абуга
                              - 16. Ишим-Мухаммад, хан Каракалпаков (начало XVIII века)

                          - 14. Тевка

                        - 13. Кубей-Мурат
                        - 13. Канчувар
                        - 13. Асмнак

              - 8. Хасан-оглан

            - 7. Тунка (Тука)
            - 7. Севинч-Тимур
              - 8. Девлет-оглан
                - 9. Бука-оглан[2]

            - 7. Ильбек (Эль-бек)
              - 8. Тукель-ходжа
              - 8. Ильяс-Ходжа
              - 8. Уч-Куртук
              - 8. Каан-бек
                - 9. Махмуд-ходжи-хан
                  - 10. Сузенидж-султан[2]

            - 7. Мир Пулад (Фулад) — хан Золотой Орды (1364—1365)
              - 8. Ибрахим
                - 9. Хизр-хан (Хызр-оглан)
                  - 10. Бахтияр[2]

                - 9. Даулет-шейх
                - 10. Абу-л-хайр[2]

              - 8. Арабшах (Арапша) — хан Золотой Орды (1377—1380)
                - 9. Туглук-ходжи
                  - 10. Тимур-шейх[2]

            - 7. Джанта[2]

        - 5. Бек-Тимур
        - 5. Баянджар
        - 5. Йису-Бука[1][2]

    - 3. Кадак
      - 4. Тула-Бука
        - 5. Мангутай
          - 6. Хизр-хан[4] — хан Золотой Орды (1360—1361). По «Анониму Искандера» — сын Сасы-Буки[2].
          - 6. Хаджи-Мурат (Мурад) — хан Золотой Орды (1364—1364). По «Анониму Искандера» — сын Сасы-Буки[2].

        - 5. Туман-Тимур[2]

    - 3. Балакан (Булгай)
      - 4. Тури (Бури)
      - 4. Тукан (Тудан)
      - 4. Токдай (Муртад-Токдай, Токдай-Муртад, Тама-Токдай)[2]

    - 3. Черик
      - 4. Тук-Тимур[2]

    - 3. Меркан
      - 4. Тука-Тимур
      - 4. Иль-Бука[2]

    - 3. Куртука
      - 4. Кинас[2]

    - 3. Аячи (Айаджи)
    - 3. Сабилкан (Сайилкан)
      - 4. Кутлуг-Тимур
        - 5. Бурултай
        - 5. Бек-Тимур
        - 5. Буралыги (Боралкы)
        - 5. Отман (Усман)
        - 5. Сабтак (Шабтык)
        - 5. Йису-Бука
        - 5. Тимуртай (Тимур-бай)[2]

    - 3. Баянджар
      - 4. Эбугэн-Туркан (Абукан)
        - 5. Туганчар (Буканчар)[2]

    - 3. Маджар
      - 4. Турджи (Дорджи)[2]

    - 3. Коничи[2]

### Сын Джучи Бувал и его потомки
- - 2. Бувал (Могол)  — седьмой сын Джучи
    - 3. Татар
      - 4. Ногай
        - 5. Чака (Джука) — болгарский царь (1299—1300)
          - 6. Каракисек (Кара-Кисак)[1][2]

        - 5. Тека (Муке)
        - 5. Тури[1][2]

    - 3. Мингкадар
      - 4. Нукур
        - 5. Кирди-Бука[1][2]

      - 4. Бекдуз
        - 5. Тудакан
        - 5. Туклубай[1][2]

      - 4. Абукан
        - 5. Тукудж
        - 5. Ахмед[1][2]

      - 4. Узбек
      - 4. Сасык
        - 5. Басар[1][2]

      - 4. Урус
      - 4. Урунг-Куртука
      - 4. Туклуджа
      - 4. Ильбасмыш[1][2]

### Сын Джучи Тука-Тимур и его потомки
См. также: Тукатимуриды
- - 2. Тука-Тимур — тринадцатый сын Джучи 
    - 3. Бай-Тимур
      - 4. Токанчар
        - 5. Сасы
          - 6. Туглу
          - 6. Нокай
          - 6. Букер-Кутлук-ходжа
          - 6. Буджкак

        - 5. Бузкулак
          - 6. Мубарек-ходжа
          - 6. Мушерриф-ходжа

    - 3. Уз-Тимур
    - 3. Уранг-Тимур (Урунгташ)
      - 4. Сарича
        - 5. Кунчек
          - 6. Кутлуг-Ходжа
            - 7. Туй-Ходжа
              - 8. Тохтамыш — хан Золотой Орды (1380—1395), Тюменский хан (1396—1406)
                - 9. Джелал ад-Дин — хан Золотой Орды (1412—1413)
                - 9. Керимберды — хан Золотой Орды (1413—1414)
                - 9. Кепек — хан Золотой Орды (1414)
                - 9. Джаббар-Берди — хан Золотой Орды (1416—1417)
                - 9. Кадыр-Берди — хан Золотой Орды (1419)

          - 6. Тулек-Тимур

      - 4. Ачик
        - 5. Бакубука (Бактук)
          - 6. Тимур-Ходжа
            - 7. Бадик (Бадык, Бадак)

## Урус и его потомки
См. также: Казахские ханы, Астраханские ханы, Касимовские ханы
- -     -       -         -           -             -               - 8. Урус-хан[5] — хан Золотой Орды (1372—1374, 1375)
                - 9. Кутлуг-Буга — хан Белой Орды (?—1376)
                - 9. Токтакия — хан Белой Орды (1376—1377)
                  - 10. Болат
                    - 11. Керей — первый казахский хан (1465—1474), соправитель Жанибека
                      - 12. Бурундук — казахский хан (1474/1480—1511)

                - 9. Тимур-Малик — хан Белой Орды (1377—1378)
                  - 10. Шадибек-хан — хан Золотой Орды (1399—1407), убил Тохтамыша
                    - 11. Пулад — хан Золотой Орды (1407—1410)
                    - 11. Батыр хан
                      - 12. Хубтий
                        - 13. Биджи — основатель карачаевского феодального рода Биджиевых

                      - 12. Хубий

                  - 10. Тимур Кутлуг — хан Золотой Орды (1395—1399)
                    - 11. Тимур-хан — хан Золотой Орды (1410—1412)
                      - 12. Кичи-Мухаммед — хан Золотой Орды (1435—1459)
                        - 13. Махмуд — астраханский хан (1459—1476)
                          - 14. Касим I — астраханский хан (1476—1495)
                          - 14. Абдул-Керим — астраханский хан (1495—1515)
                            - 15. Абдул-Рахман — астраханский хан (1533—37, 1539—45)

                          - 14. Джанибек — астраханский хан (1515—1521)
                            - 15. Хусейн хан — астраханский хан (1521—1527)

                        - 13. Ахмат — хан Большой Орды (1460—1481)
                          - 14. Муртаза — хан Большой Орды[2]
                            - 15. Ак-Кубек — астраханский хан (1532—33, 1545—46, 1547—50)
                              - 16. Абдулла Ак-Кубеков — астраханский царевич
                                - 17. Будали Кайбулович — астраханский царевич на службе у царя Ивана IV Васильевича
                                - 17. Мустафа-Али — касимовский правитель
                                - 17. Арслан-Али — владел Рузой
                                  - 18. Кутлугирей (после крещ. Михаил Арсланович)

                                - 17. Саин-Булат Кайбулович Касимовский
                                - 17. Муртаза-Али (после крещ. Михаил) — владел Звенигородом
                                  - 18. Кайбулин Михаил Михайлович

                            - 15. Бердибек
                              - 16. Ямгурчи — астраханский хан (1546—47, 1550—54)

                          - 14. Сайид-Ахмад II — хан Большой Орды
                            - 15. Касим II — астраханский хан (1520-е — 1532)
                              - 16. Ядыгар-Мухаммед (после крещения Симеон Касаевич) — казанский хан в марте-октябре 1552 года

                          - 14. Шейх-Ахмед — последний хан Большой Орды
                            - 15. Узбек султан
                              - 16. Бахадур-султан
                              - 16. Джанай
                              - 16. Чингиз

                            - 15. Шейх-Хайдар
                              - 16. Дервиш-Али — астраханский хан (1537—1539, июль 1554 —1556)
                                - 17. Янтимир-царевич

                          - 14. Хаджи-Ахмад
                          - 14. Бахадур султан
                            - 15. Бек-Булат — астраханский царевич на службе у русского царя Ивана Васильевича
                              - 16. Симеон Бекбулатович — касимовский хан в 1567—1573 годах
                                - 17. Федор
                                - 17. Дмитрий
                                - 17. Иоанн

                        - 13. Бахтияр султан
                          - 14. Шейх-Аулияр — татарский царевич, правитель касимовский (1512—1516)
                            - 15. Шах-Али — касимовский правитель (1516—1519, 1537—1546, 1546—1551, 1552—1566)
                            - 15. Джан-Али — касимовский правитель, царевич (1519—1532), казанский хан (1532—1535)

                        - 13. Мангишлак-хан — (1454—1528)
                          - 14. Йар Мухаммад — глава рода Аштраханидов
                            - 15. Джани Мухаммад — 1-й государь новой узбекской династии Аштарханидов в Бухарском ханстве
                              - 16. Дин Мухаммад — правитель Хорасана 1598—1599
                                - 17. Имам Кули — хан Мавераннахра 1611—1642
                                - 17. Надир Мухаммад-хан — хан Мавераннахра 1642—1645
                                  - 18. Абдулазиз -хан — хан Мавераннахра 1645—1681
                                  - 18. Субханкули-хан — хан Мавераннахра 1681—1702
                                    - 19. Убайдулла-хан II — хан Мавераннахра 1702—1711
                                    - 19. Абулфейз-хан — хан Мавераннахра 1711—1747
                                      - 20. Абдулмумин-хан — хан Мавераннахра 1747—1751
                                      - 20. Убайдулла-хан III — хан Мавераннахра 1751—1753
                                      - 20. Ширгази-хан
                                        - 21. Абулгази-хан — последний номинальный бухарский хан (1758—1785) из узбекской династии Аштарханидов

                              - 16. Баки Мухаммад — хан Мавераннахра 1603—1606
                              - 16. Вали Мухаммад — правитель Балха 1601—1606, хан Мавераннахра 1606—1611

                - 9. Койричак
                  - 10. Барак — хан Золотой Орды (1423—1426, 1427—1428)
                    - 11. Жанибек — казахский хан (1474—1480), один из основателей Казахского ханства
                      - 12. Иренджи — правитель Саурана в 1470-е годы
                      - 12. Махмуд — правитель Сузака (?—1476)
                      - 12. Касым — казахский хан (1511—1521)
                        - 13. Мамаш — казахский хан (1521—1523)
                        - 13. Хак-Назар — казахский хан (1538—1580)
                          - 14. Динмухаммед (Тыным) — правитель Ташкента (1600—1603)

                        - 13. Абулхаир — казахский султан
                        - 13. Джалим-султан
                          - 14.Турсун — хан Старшего жуза (1613—1627)
                            - 15. Шах Саид-хан

                      - 12. Адик-султан
                        - 13. Тахир — казахский хан (1523—1533)
                        - 13. Буйдаш — казахский хан в Семиречье во время междоусобной войны (1533—1538)
                        - 13. Бауш — казахский хан в Семиречье во время междоусобной войны (1533—1537)

                      - 12. Джаниш-султан
                        - 13. Ахмет Султан

                      - 12. Таниш султан
                      - 12. Узек
                        - 13. Болекей-султан
                          - 14. Батыр — казахский хан (1652—1680)
                          - 14. Айшуак
                            - 15. Ириш
                              - 16. Кажи-султан
                                - 17. Булкайир 
                                  - 18. Дусалы-султан — двоюродный брат правителя Младшего жуза Нуралы-хана, глава казахских племен у рек Хобда и Илек. Во время восстания Пугачёва.

                                - 17. Абулхаир — хан Младшего жуза (1718—1748)
                                  - 18. Нуралы — хан Хивинского ханства (1741—1742), хан Младшего жуза от Российской Империи (1748—1786)
                                    - 19. Орман
                                      - 20. Кусепгали — казахский султан Младшего жуза.

                                    - 19. Есим — хан Младшего жуза от Российской Империи (1796—1797)
                                    - 19. Букей — хан Букеевской Орды (1812—1815)
                                      - 20. Тауке
                                        - 21. Нурмухамед
                                          - 22. Букейханов, Габдулхаким Нурмухамедович — казахский государственный и общественный деятель, потомок хана Бокея.
                                          - 22. Бокейханов, Махамбет Нурмухамедулы (1890—1937) — кюйши-композитор.

                                      - 20. Адил Букеев — Председатель совета по управлению Букеевской Ордой (1845—1854)
                                        - 21. Мырзагерей
                                          - 22. Бокейханов, Науша Мырзагерейулы (1870—1944) — казахский домбрист, кюйши.

                                      - 20. Жангир-Керей-хан — хан Букеевской Орды (1815/1823—1845)
                                        - 21. Султан Ахмет-Керей Джангерович Букеев (1834—1914)
                                        - 21. Ибраги‌м Джанге‌рович Буке‌ев (1833—1865)
                                        - 21. Сахиб-Керей — последний хан Букеевской Орды (1845—1849)
                                        - 21. Губайдулла Чингисхан (1840—1909) — военачальник, генерал от кавалерии

                                      - 20. Мендикерей Бокейханов (1808—1868)

                                    - 19. Шигай — регент Букеевской Орды (1815—1823)
                                      - 20. Даулеткерей (1820—1887) — композитор-кюйши.

                                    - 19. Каратай — хан Младшего жуза (1806—1816)
                                      - 20. Бисали Каратаев
                                        - 21. ?
                                          - 22. Давлетжан Каратаев
                                            - 23. Каратаев, Бахытжан Бисалиевич

                                      - 20. Мералы
                                        - 21. Мухит Мералыулы
                                          - 22. Шоң (Мұхаметжан)
                                            - 23. Мухитов, Лукпан Мухамеджанулы

                                  - 18. Ералы — хан Младшего жуза от Российской Империи (1791—1794)
                                    - 19. Болекей — хан Хивинского ханства (1770)

                                  - 18. Айшуак — хан Младшего жуза от Российской Империи (1797—1805)
                                    - 19. Сыгалы (Сюгалий) султан
                                      - 20. Асфендиар (Исфиндиар) султан
                                        - 21. Сейтжапар (Выпускники Военно-медицинской академии).
                                          - 22. Асфендиаров, Санджар Джафарович — военный врач, государственный деятель (нарком здравоохранения, нарком земледелия Туркестанской АССР, нарком здравоохранения Казахской АССР), учёный; профессор.

                                    - 19. Жанторе — хан Младшего жуза от Российской Империи (1805—1809)
                                      - 20. Жантурин, Арыстан — казахский султан Младшего жуза.

                                    - 19. Шергазы — последний хан Младшего жуза от Российской Империи (1812—1824)
                                    - 19. Айшуаков, Баймухамед — правитель рода жетыру (1815 —?)
                                      - 20. Баймухамедов, Мухамеджан — старший султан средней части Младшего жуза (1855—1869)

                      - 12. Жадик-султан
                        - 13. Тугум — казахский хан во время междоусобной войны (1533—1537)
                        - 13. Шигай — казахский хан (1580—1582)
                          - 14. Шах-Мухаммед султан
                          - 14. Ондан
                            - 15. Ураз-Мухаммед — касимовский хан (1600—1610)
                            - 15. Абулай-султан — правитель Ташкента (1628)
                            - 15. Кайнар Кошек-султан
                              - 16. Бокей
                                - 17. Кудайменде
                                  - 18. Турсун султан I — правитель Ташкента (1712—1717)
                                    - 19. Барак
                                      - 20. Даир
                                      - 20. Бокей — хан части Среднего жуза (1815—1817)
                                        - 21. Шингис — хан части Среднего жуза (1819—1822)
                                        - 21. Батыр
                                          - 22. Мырзатай
                                            - 23. Нурмухаммед
                                              - 24. Алихан Нурмухамедович Букейханов — Председатель правительства Алаш-Орды (1917—1920)

                                        - 21. Султангазы Букейханов (1779—1856)
                                          - 22. Ханкожа
                                            - 23. Султангазин Дин-Мухамед — журналист, переводчик

                                        - 21. Тауке
                                          - 22. Кусбек Таукин — старший султан Каркаралинского внешнего округа (1843—1849)

                                      - 20. Ханходжа — правитель Туркестана (1783—1799)
                                      - 20. Шигай — правитель в Фергане (1748—1750)
                                      - 20. Нурали — хан Хивы (1767—1769)

                                    - 19. Кошек-султан
                                      - 20. Сынкай
                                        - 21. Карабас
                                          - 22. Аликен

                          - 14. Тауекель — казахский хан (1582—1598)
                          - 14. Есим — казахский хан (1598—1628)
                            - 15. Жанибек — казахский хан (1628—1643)
                            - 15. Жангир — казахский хан (1643—1652)
                              - 16. Тауке — казахский хан (1680—1715)
                                - 17. Болат — казахский хан (1718—1729), обладавший ограниченной властью после распада Казахского ханства на три жуза
                                  - 18. Абилмамбет — хан Среднего жуза (1734—1771)
                                    - 19. Абилпеиз
                                      - 20. Когедай Абилпейзулы — казахский султан, правитель рода Абак-керей Среднего жуза
                                      - 20. Жолшы султан
                                      - 20. Бопы
                                        - 21. Солтыбай
                                          - 22. Барак Солтыбайулы — казахский султан Аягозского округа.

                                    - 19. Болат — правитель Туркестана (1771—?)
                                    - 19. Тауке султан — правитель Туркестана (1784—1798)

                                - 17. Самеке — хан Среднего жуза (1719—1734)
                                  - 18. Сеит — правитель Туркестана и Присырдарьинских городов (1734—1745)
                                    - 19. Карабас
                                      - 20. Токай — правитель Туркестана (?—1826)

                                  - 18. Есим — правитель Туркестана и Присырдарьинских городов (1750—?)
                                    - 19. Кудайменде
                                      - 20. Конуркульджа Кудаймендин — старший султан Акмолинского внешнего округа (1832—1842, 1845—1849)
                                        - 21. Аблай (Абышеке) Коныркульжин
                                          - 22. Жакыш Аблаев
                                            - 23. Газиз Джакишев
                                              - 24. Еркын Джакишев
                                                - 25. Джакишев, Мухтар Еркынович — казахстанский бизнесмен и бывший глава Казатомпром.

                              - 16. Уали
                                - 17. Абылай хан Каншер
                                  - 18. Коркем Вали
                                    - 19. Абылай — хан Казахского ханства (1771—1781)
                                      - 20. Вали — хан Среднего жуза (1781—1819)
                                        - 21. Губайдулла — последний хан Среднего жуза (1821—1824)
                                          - 22. Булат
                                            - 23. Гази Булатович Валиханов — генерал-майор Российской императорской армии

                                        - 21. Чингиз Уалиевич Валиханов
                                          - 22. Чокан Чингисович Валиханов — казахский учёный, историк, этнограф, фольклорист, путешественник, просветитель и востоковед
                                          - 22. Макы
                                            - 23. Ыдырыс
                                              - 24. Шот-Аман Валиханов — советский и казахстанский скульптор, архитектор

                                      - 20. Касым
                                        - 21. Саржан Касымулы — казахский султан, чингизид, руководитель национально-освободительного восстания.
                                        - 21. Кенесары Касымов — последний хан Казахского ханства (1841—1847)
                                          - 22. Сыздык (1837—1910)
                                          - 22. Ахмет
                                            - 23. Азимхан Ахметович Кенесарин (1878—1937) — политик, член партии партии Алаш
                                              - 24. Натай Азимханулы Кенесарин (1908—1975) — ученый-геолог

                                      - 20. Суюк Абылайханов — казахский старший султан рода жалайыр и частью рода шапырашты Старшего жуза.
                                      - 20. Адиль-торе (султан) — казахский султан, правитель части уйсунов и других родов Старшего жуза.
                                        - 21. Абылай (Кулан)
                                        - 21. Нурали
                                          - 22. Тезек-султан — старшим султаном албан-суановских (албан-суан) волостей.

                                      - 20. Тауке
                                        - 21. Жанбөбек
                                          - 22. Беген
                                            - 23. Бекмахан
                                              - 24. Бекмаханов, Ермухан Бекмаханович (1915—1966) — казахский советский историк, доктор исторических наук (1948), профессор (1949), член-корреспондент АН Казахской ССР (1962).

                                  - 18. Джахангир — правитель Ташкента (1717—?)
                                    - 19. Султанмамет
                                      - 20. Тортан
                                        - 21. Касым
                                          - 22. Шынгыс
                                            - 23. Канапья
                                              - 24. Мусахан (1918—1962)
                                                - 25. Канапьянов, Бахытжан Мусаханович (род. 1951) — казахский поэт, переводчик, сценарист, кинорежиссёр.
                                                - 25. Канапьянов, Ерулан Мусаханович (род.1958) — композитор, меценат, известный общественный деятель Республики Казахстан.
                                                - 25. Канапьянов, Сержан Мусаханович (1949—2003) — Министр — исполнительный директор Госкомитета по инвестициям в Правительстве А.Кажегельдина.

                            - 15. Сартак
                              - 16. Кусрау-султан
                                - 17. Кайып — казахский хан (1715—1718)
                                  - 18. Батыр — казахский султан, хан племени алимулы Младшего жуза (1748—1771)
                                    - 19. Гаип — казахский султан, хан Хивинского ханства (1747—1757)
                                      - 20. Джахангир
                                        - 21. Жанторе — хан Среднего жуза (1817—1822)
                                          - 22. Ахмет Жанторин
                                            - 23. Сеидхан
                                              - 24. Салимгирей Джантюрин — депутат Государственной думы I созыва (1864—1920/1926)
                                                - 25. Джантюрин, Джангир Салимгиреевич

                                      - 20. Абилгазы Каипулы — казахский султан, хан Хивинского ханства (1767—1768), хан родов алимулы (1794—1815)
                                        - 21. Арынгазы — хан Младшего жуза (1816—1821)
                                        - 21. Мухаммед Зарлык-торе — правитель Каракалпаков (1855-1856)

                                    - 19. Абдаллах Карабай — казахский султан, хан Хивинского ханства (1757)
                                    - 19. Байбори султан — правитель Каракалпаков (?-1762)

                          - 14. Аман-Булан
                            - 15. Батыр
                              - 16. Турсун — правитель Ташкента (1717—1720)
                                - 17. Жолбарыс[6] — хан Старшего жуза (1720—1739)
                                  - 18. Абилпейз — султан части Старшего жуза
                                    - 19. Аспандияр — так же известный как «Тентек торе», возглавил восстание в Южном Казахстане против Кокандской власти в 1821 году
                                      - 20. Рустем султан — соратник Кенесары хана в восстании 1845-57 годах, позже предавший восстание